# 1066 Lobelia
1066 Lobelia este un asteroid din centura principală, descoperit pe 1 septembrie 1926, de Karl Reinmuth.